# Mid-Continental Plaza
Mid-Continental Plaza è grattacielo di Chicago, Illinois. 

## Caratteristiche
L'edificio, completato nel 1972 e ha 49 piani e si erge per 178 metri. Progettato da Shaw and Associates, l'edificio, è il 52° più alto di Chicago. Originariamente il progetto prevedeva due torri di vetro nero di 40 piani. Gli ultimi 10 piani sono stati convertiti in condomini chiamati The Park Monroe.